# Frank Stella
Pour les articles homonymes, voir Stella.
Frank Philip Stella, né le 12 mai 1936 à Malden (Massachusetts) et mort le 4 mai 2024 à Manhattan (État de New York), est un peintre américain considéré comme un précurseur du minimalisme ainsi qu'un des principaux représentants de l’op art avec Joseph Albers et du shaped canvas avec Charles Hinman.

## Biographie

### Enfance et formation
Frank Stella effectue des études artistiques à la Phillips Academy d'Andover (Massachusetts), puis d'histoire à l'université de Princeton. Il  est influencé par l'expressionnisme abstrait de Jackson Pollock et de Franz Kline, avant de réagir contre l'utilisation expressive de la peinture par la plupart des peintres de ce mouvement, et de s'intéresser à la peinture plus « plate » d'un Barnett Newman. En 1950, il rejette le lyrisme de l'expressionnisme abstrait, s'installe à New York et se lie d'amitié avec les peintres Jasper Johns et Robert Rauschenberg et les architectes Richard Meier et Philip Johnson. 

### Carrière
Lors de sa première exposition personnelle en 1963, Frank Stella présente ses Black Paintings (peintures noires), travail déjà montré en 1959 par le Museum of Modern Art de New York dans le cadre de l’exposition « Sixteen Americans ». Le noir y est posé en bandes régulières séparées par de fins traits blancs, comme pour construire un pattern (motif) : c'est la fin de l'expressionnisme abstrait et le début de la peinture-objet, qui exerce une profonde influence sur la naissance du minimalisme. Stella est d'ailleurs l'ami de deux des principales figures de ce courant : Carl André et Donald Judd. 
Carl Andre décrivait ainsi les peintures à bandes de Frank Stella : « L'art exclut le superflu, ce qui n'est pas nécessaire. Pour Frank Stella, il s'est avéré nécessaire de peindre des bandes. Il n'y a rien d'autre dans sa peinture. Frank Stella ne s'intéresse pas à l'expression ou à la sensibilité. Il s'intéresse aux nécessités de la peinture... Ses bandes sont les chemins qu'emprunte le pinceau sur la toile. Ces chemins ne conduisent qu'à la peinture. »
L’artiste travaille sur de grands formats et par séries. Il invente les shaped canvases (« toiles découpées »), dont le contour coïncide avec la limite extérieure de l’image ; elles sont noires, blanches ou multicolores. Stella travaille également sur des supports en aluminium et en cuivre, également découpés. Jusqu’en 1975, Stella mène l’avant-garde américaine vers le minimalisme et se concentre sur les rapports couleur-forme, travaillant toujours par séries et se dégageant de la forme traditionnelle du tableau. Il dit utiliser « la technique et les outils d'un peintre en bâtiment ».
À partir de 1975, son travail subit une inflexion très marquée : l’artiste réalise alors des compositions en reliefs, baroques, dans lesquelles il entrelace une multitude de formes découpées et ajoute des arabesques de couleurs acidulées. Il crée toujours des séries (oiseaux exotiques, fragments, vagues, etc.). 
Depuis les années 1980, Frank Stella réalise des sculptures monumentales en acier poli ou brûlé. 
Frank Stella est l’un des rares artistes à avoir vu organiser deux rétrospectives de son œuvre au Museum of Modern Art de New York (1970 et 1987). En 2001, une de ses sculptures monumentales (Le prince de Hambourg) est installée à la National Gallery of Art de Washington.

## Œuvre

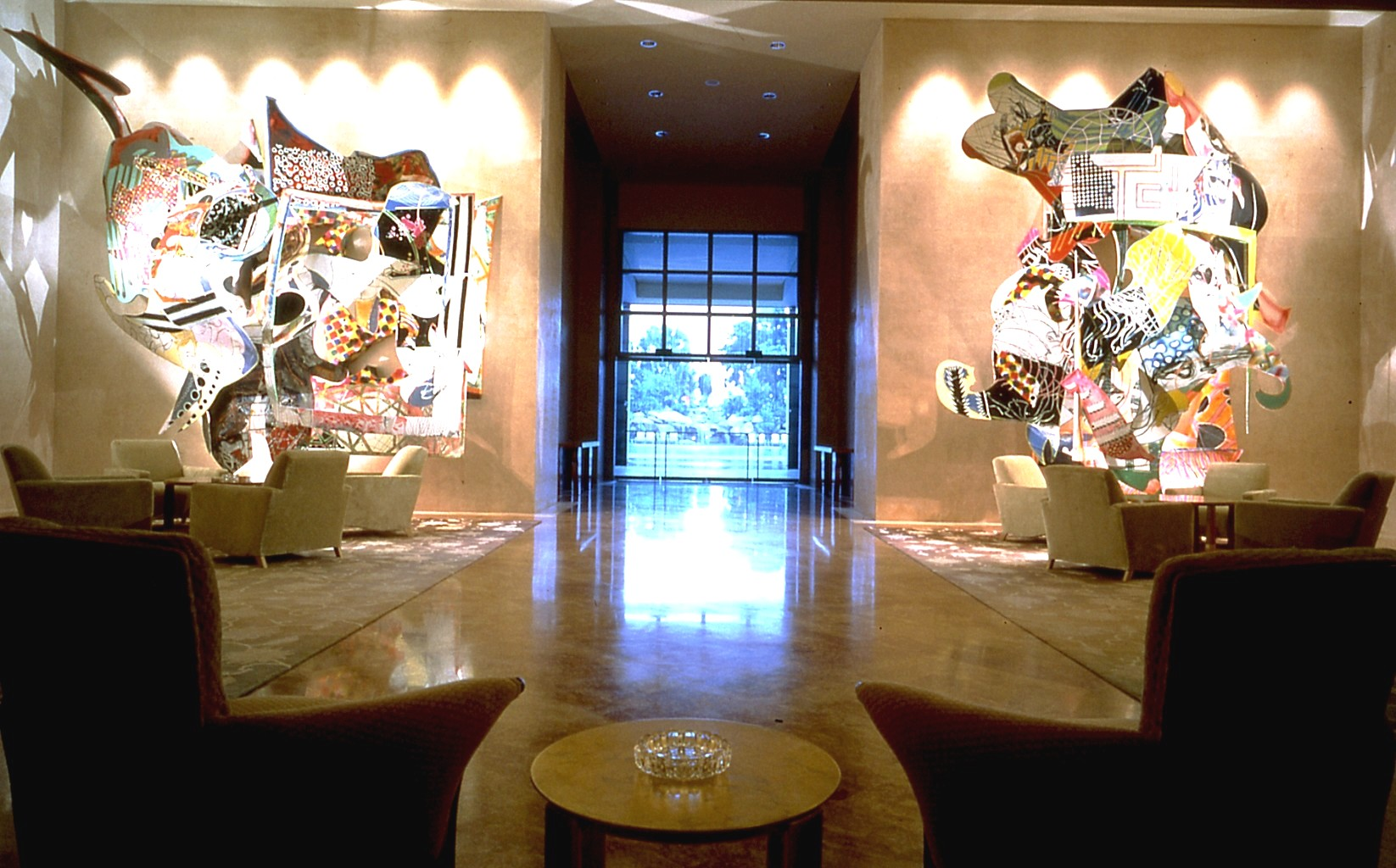
Deux sculptures de la série Moby Dick.

L'un des premiers artistes américains à avoir été entièrement formé par l'art abstrait, Stella est l'un des premiers à dissocier progressivement la relation entre expressionnisme et abstraction qui fondait l'expressionnisme abstrait. Il a cherché à isoler les différents éléments constitutifs de la peinture – châssis, toile, couleur, format – pour les réarranger.
Frank Stella éprouve un vif intérêt pour le travail du Bauhaus des années 1920 et son œuvre en aura été influencée. Il commence à produire des travaux qui ont souligné l'image comme objet, plutôt que l'image comme représentation de quelque chose, que ce soit quelque chose dans le monde physique, ou quelque chose dans le monde émotif de l'artiste. À cette époque, il a dit qu'une image était « une surface plate avec la peinture dessus - rien de plus ». Cette nouvelle expression esthétique se traduit dans une série de peintures dans lesquelles des bandes régulières de peinture noire sont séparées par les filets blancs très minces de la toile non peinte. 
À partir de 1960, Frank Stella commence à produire les peintures sur aluminium et sur cuivre qui, dans leur présentation de lignes régulières de couleur séparées par des filets, sont semblables à ses peintures noires. Elles emploient cependant un éventail de couleurs, et sont ses premiers travaux utilisant des toiles formées ou shaped canvas (toiles dans une forme autre que le rectangle ou carré traditionnel). Les formes choisies sont souvent en L, N, U ou en T. Ces formes ont évolué vers des figures plus complexes, dans la série Irregular Polygon (Polygone irrégulier) du milieu des années 1960, par exemple.
En outre, dans les années 1960, Frank Stella a commencé à employer un éventail de couleurs, typiquement disposées en lignes droites ou sur des lignes incurvées. En 1967 il a commencé sa série Protractor Series, dans laquelle les courbes, parfois recouvrantes, s'insèrent dans des carrés qui sont disposés à côté de cercles et demi-cercles peints en anneaux de couleurs s'entrecroisant dans ceux-ci. Ces peintures sont baptisées d'après les villes circulaires que le peintre a visitées lors d'un voyage au Moyen-Orient.
Dans les années 1970, le style de Stella subit un changement majeur. Les conceptions géométriques soigneusement construites exécutées dans des plans plats de couleur sont remplacées par un modèle « plus lâché » parfois réminiscent du graffiti. Les toiles formées sont encore moins régulières que dans la série Eccentric Polygon, et incorporent des éléments de collage, des morceaux de toile étant collés sur du contreplaqué. Son travail est également devenu plus tridimensionnel au point qu’il a commencé une large production de pièces métalliques de forme libre qui, même si elles sont peintes, pourraient être considérées comme des sculptures.
À partir de 1985 et jusqu'en 1997, Stella entame une série sur l'ouvrage Moby Dick, d'Herman Melville. Il conçoit d'énormes reliefs en aluminium, chacune inspirée d'une des 138 parties du roman. 
Durant les années 1990, Frank Stella produit également des œuvres monumentales destinées à des lieux publics à Toronto, Houston, Miami, Washington, Berlin, Singapour, etc.
Sa série Scarlatti K est inspirée par les sonates de Domenico Scarlatti qui en écrivit plus de 500. La lettre K réfère à la numérotation des sonates par le musicologue Ralph Kirkpatrick. Plus de 150 œuvres font partie de cette série.

## Sélection d'œuvres
- 1958 : Astoria, au Museum of Modern Art, à New York.
- 1959 : 
  - Die Fahne Hoch! (La Bannière hissée !) : cette œuvre tient son nom de l'hymne du NSDAP de Hitler, et Stella a précisé que ses proportions sont celles des bannières employées par cette organisation. On a suggéré que le titre pouvait avoir une double signification, se référant également aux peintures de Jasper Johns. De toute façon, l'émotion froide que ce titre pourrait suggérer est contradictoire, elle reflète une nouvelle direction dans le travail de Stella.
  - The Marriage of Reason and Squalor (Le Mariage de la raison et de la misère noire), New York, collection de l'artiste.
  - Le Mariage de la raison et de la misère noire, II, au Museum of Modern Art, à New York.
  - Seven Steps, au musée Ludwig, à Cologne.
  - Arundel Castle, au Hirshhorn Museum and Sculpture Garden, à Washington
- 1960 : Pagosa Springs, au Hirshhorn Museum and Sculpture Garden, à Washington
- 1962 : 
  - Louisiana Lottery Co., au Hirshhorn Museum and Sculpture Garden, à Washington
  - Line Up, au Hirshhorn Museum and Sculpture Garden, à Washington
- 1963 : Carl André[3]
- 1964 : 
  - Untitled, au Museum of Modern Art, à New York.
  - Fez (2), au Museum of Modern Art, à New York.
- 1965 : 
  - BAFQ, , acrylique sur toile, 228 × 274 cm[4]
  - Empress of India (Impératrice des Indes), au Museum of Modern Art, à New York.
- 1966 : 
  - Untitled, 1966, double toile géométrique[5]
  - Wolfeboro IV, au Hirshhorn Museum and Sculpture Garden, à Washington
  - Concentric Squares, au Hirshhorn Museum and Sculpture Garden, à Washington
- 1967 :
  - Hatra I, à l'Art Institute of Chicago (Illinois).
  - Harran II, au musée Solomon R. Guggenheim, à New York.
  - Darabjerd III, au Hirshhorn Museum and Sculpture Garden, à Washington
  - Black Series I, au Hirshhorn Museum and Sculpture Garden, à Washington
  - Star Of Persia I, au Hirshhorn Museum and Sculpture Garden, à Washington
  - Star Of Persia II, au Hirshhorn Museum and Sculpture Garden, à Washington
  - Cinema di Pepsi[6]
- 1968 : 
  - Khurasan Gate I, à la Kunsthalle de Bielefeld.
  - Ctesiphon III, au musée Ludwig, à Cologne.
  - Empress of India I, à l'Art Institute of Chicago (Illinois).
- 1970 : 
  - York Factory Sketch, No. 1, au Dallas Museum of Art (Texas).
  - (Aluminum Series) Kingsbury Run, au Hirshhorn Museum and Sculpture Garden, à Washington
- 1972 : Jablonow (Sketch), au Hirshhorn Museum and Sculpture Garden, à Washington
- 1976 : Bonin Night Heron No. 1, au musée Ludwig, à Cologne.
- 1982 :  Playschool yard, au musée de Grenoble, à Grenoble
- 1985 : Quaqua! Attaccati La!, au Hirshhorn Museum and Sculpture Garden, à Washington
- 1990 : 
  - The Musket, technique mixte sur aluminium, Galerie Jamileh Weber, Zurich[7]
  - The Pulpit, représentation sans support de la palpitation
- 1994 :
  - Fladrine, acrylique sur toile (335 × 731,5 cm), musée d'Art moderne et contemporain de Saint-Étienne Métropole[8]
- 1996 : 
  - Sans titre, encre sur plaque de verre, musée Pierre-André-Benoit, Alès (Gard)
- 2003 : Pendanda (Suspensions), , New York, collection de l'artiste

## Galerie

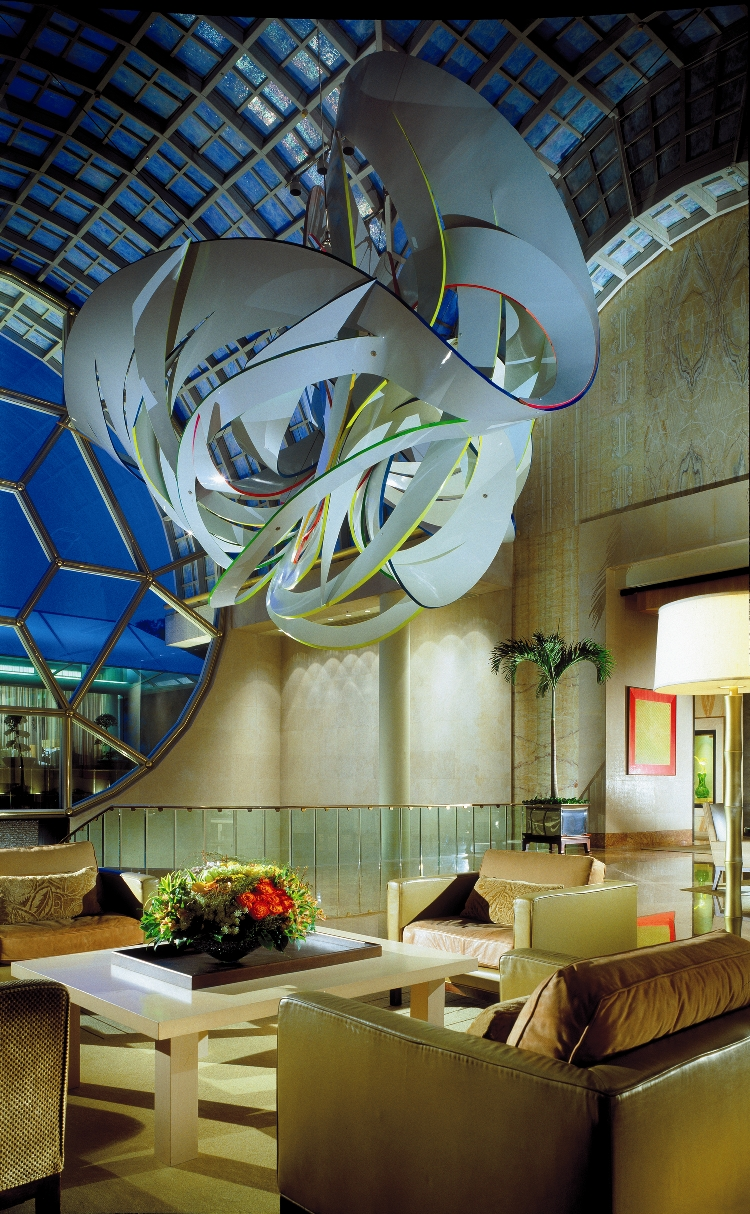
Cornucopia
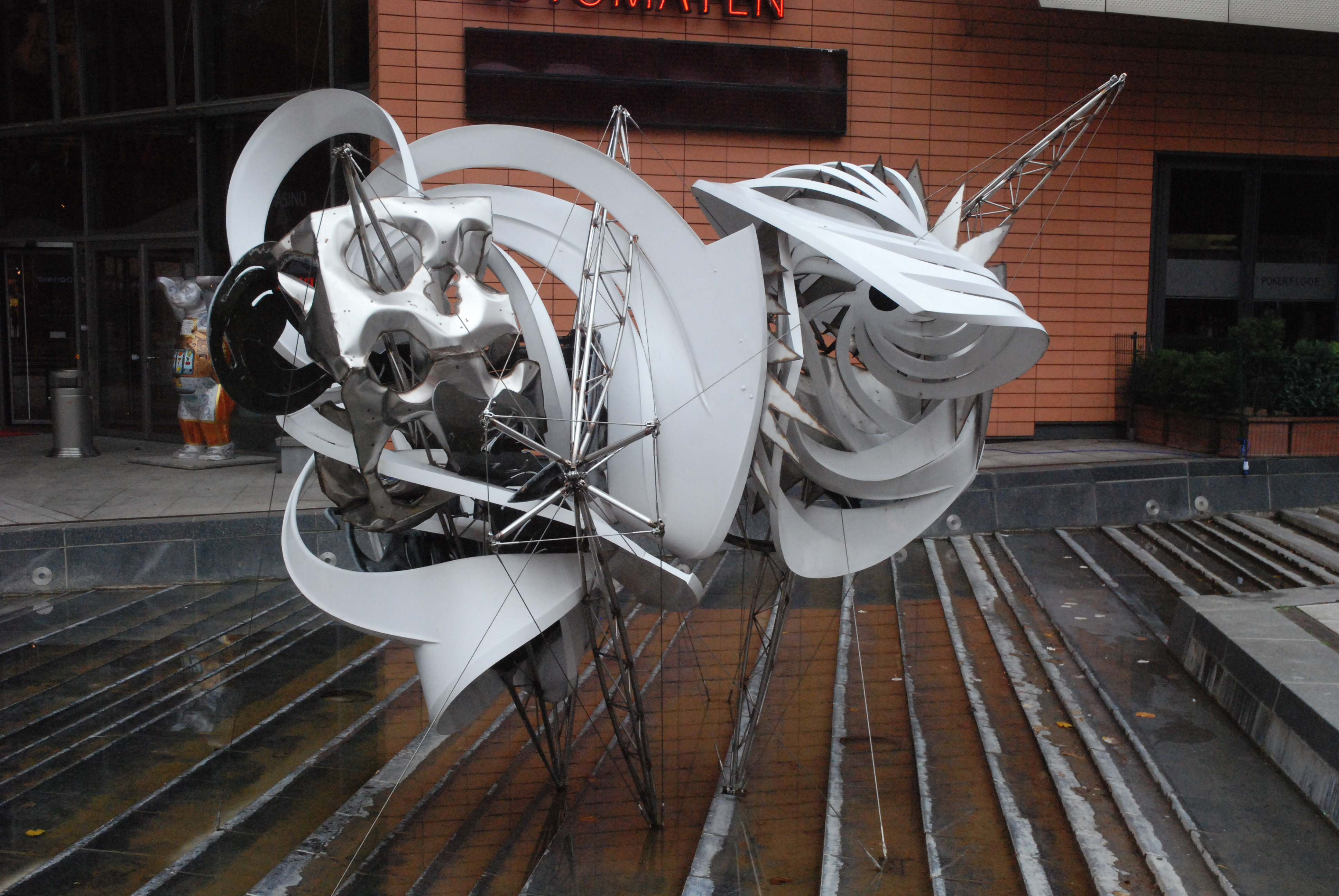
Prince Frédéric II de Hesse-Hombourg
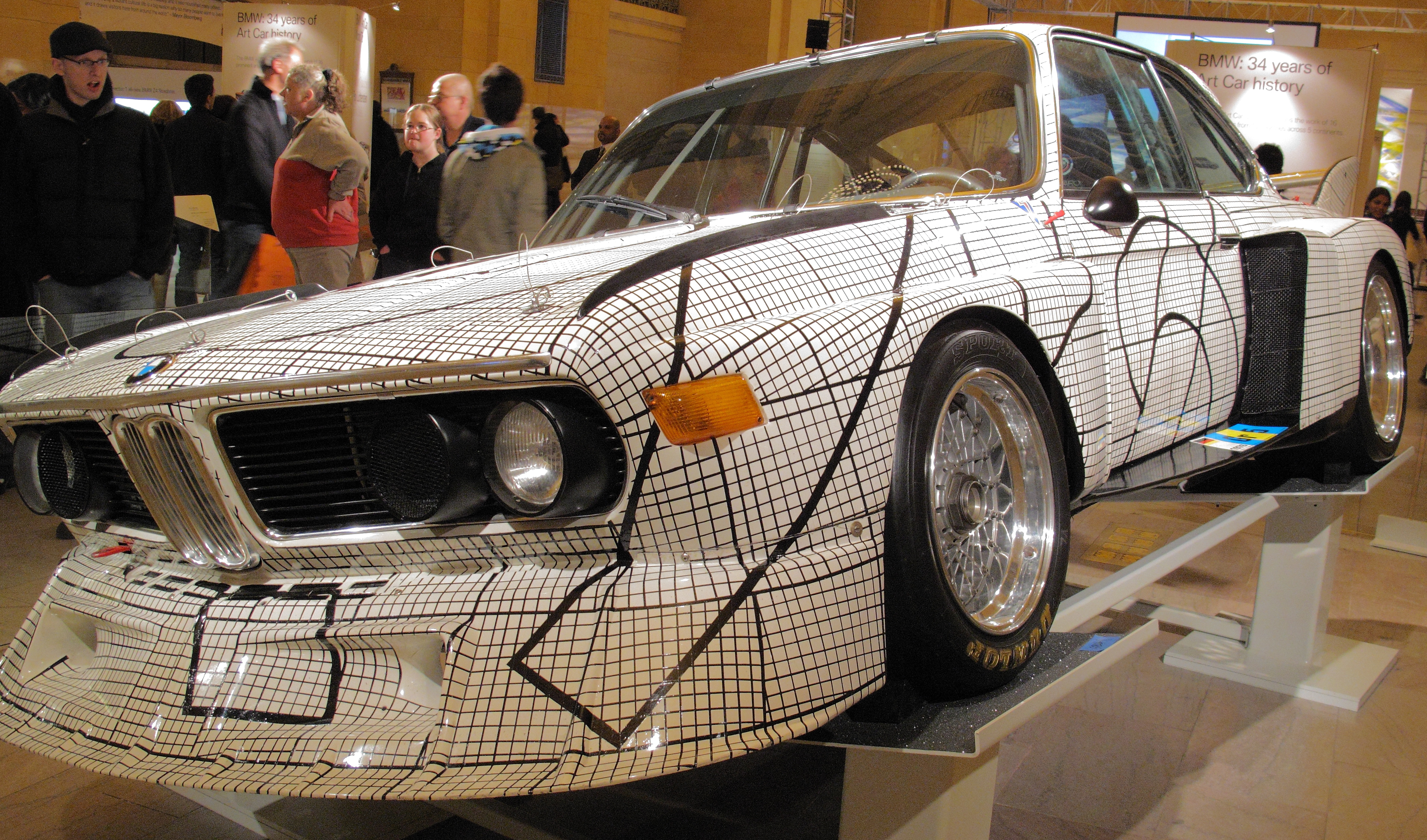
BMW 3.0 CSL de Frank Stella pour le pilote Hervé Poulain aux 24 Heures du Mans 1976 (BMW Art car)
Memantra
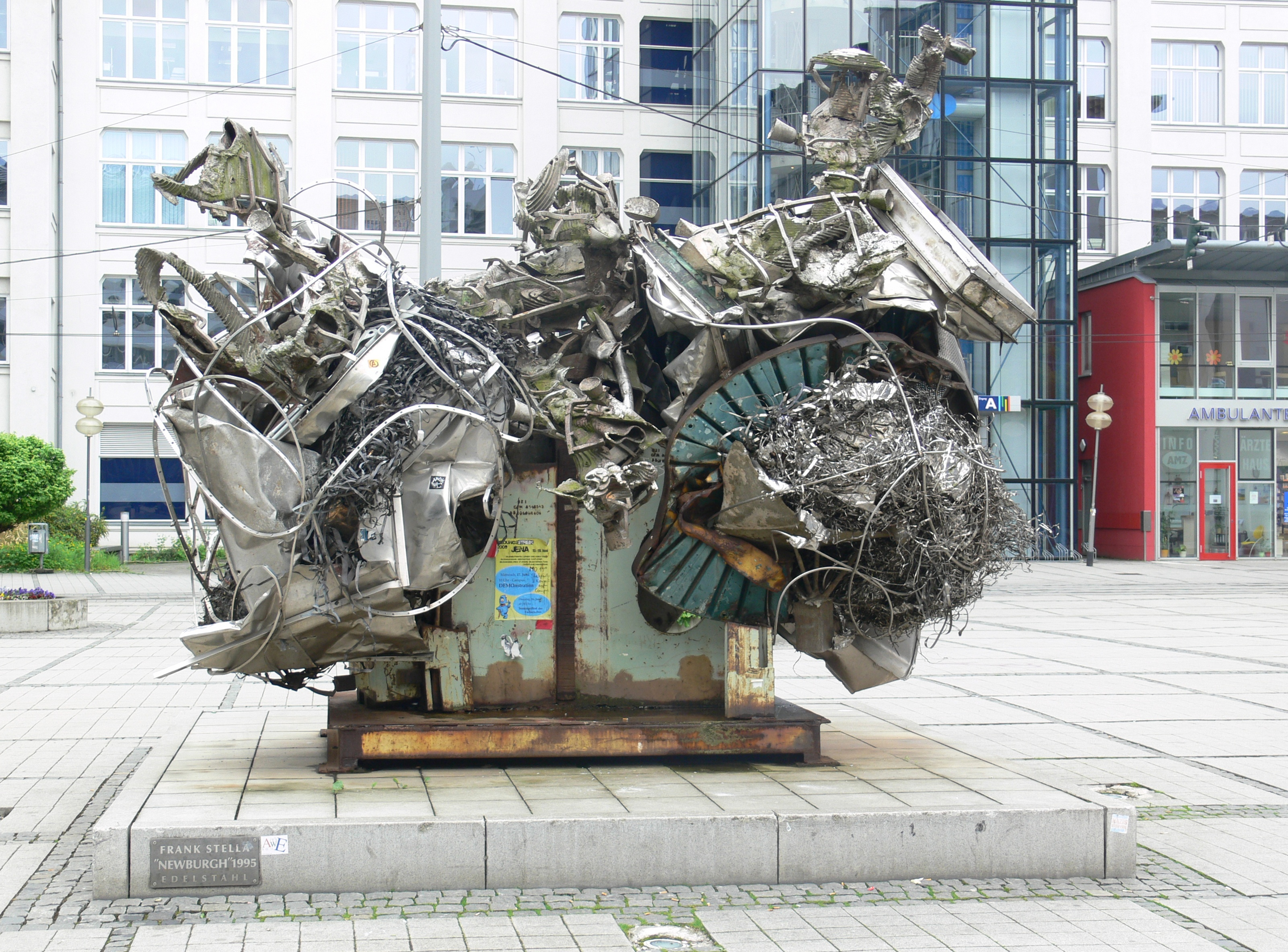
Newburg (1995)

## Publication
- Champs d'œuvre, Hermann, 1988, 175 p.